# Resident Evil 6
Resident Evil 6, i Japan känt som Biohazard 6 (バイオハザード6 Baiohazādo 6?), är ett actionspel skapat och utgivet av Capcom den 2 oktober 2012 till PlayStation 3 och Xbox 360, och den 22 mars 2013 till Microsoft Windows.
Resident Evil 6 utspelar sig femton år efter att Raccoon City förstördes och är det första Resident Evil spelet där Leon och Chris är i samma spel.

## Handling
I Resident Evil 6 finns det tre olika storylines att välja mellan när man först startar spelet. Efter att man har klarat av de följande tre så upplåses en fjärde storyline. I den första storyn följer man Leon S Kennedy, en DSO agent och före detta polisman som överlevde Raccoon City samt hans sidekick, den nya karaktären Helena Harper i deras kamp för överlevnad. 
I den andra storyn följer man Chris Redfield,  en av de elva grundarna i anti-terrorist organisationen, BSAA, och hans partner, Piers Nivans. 
I den tredje storyn följer man Jake Muller, Albert Weskers son, och Sherry Birkin, en av de som överlevde förödelsen i Raccoon City, dotter till William Birkin
I den fjärde och sista storyn följer man agenten Ada Wong, som just i Resident Evil 6 anklagas för att ligga bakom det enorma virusutbrott som har drabbat större delen av världen.

## Röstskådespelare
- Matthew Mercer - Leon S. Kennedy
- Roger Craig Smith - Chris Redfield
- Troy Baker - Jake Muller
- Courtenay Taylor - Ada Wong
- Laura Bailey - Helena Harper
- Christopher Emerson - Piers Nivans
- Eden Riegel - Sherry Birkin
- David Lodge - Derek C. Simmons
- Salli Saffioti - Ingrid Hunnigan
- Michael Donovan - President Adam Benford
- Yuri Lowenthal - Finn Macauley
- Kate Higgins - Deborah Harper

Fiender
- JB Blanc
- Fred Tatasciore
- Patrick Seitz